# Oak Trail Shores
Oak Trail Shores – jednostka osadnicza w Stanach Zjednoczonych, w stanie Teksas, w hrabstwie Hood.